# Enric III del Congo
Henrique III Mpanzu a Nsindi a Nimi a Lukeni va ser awenekongo (governant titular) del regne del Congo del 1842 al 1857. Amb el sobrenom de « Fu Kia Ngo » (vestit de lleopard) pertanyia a la nova facció dels Kivuzi, format pels Agua Rosada i els Kinlaza del sud. Va destronar André II i es va fer coronar el 13 de gener 1844 per un capellà indígena, Antonio-Francisco Necessidades (mort en 1858), designat pel bisbe. El seu predecessor va reeixir a mantenir el poder a Mbanza a Mputo fins a la seva mort.
Henrique III va inaugurar la política de submissió a Portugal que serà continuada pels seus successors. El 26 de juny de 1845 va signar amb un simple capità portuguès representant al Governador d'Angola un tractat pel qual encarreguen als portuguesos no sols la defensa contra els seus enemics, sinó contra tota revolta dels seus subjectes. En 1851 va adreçar al reu Pere V de Portugal una carta en la que li assegura «el seu respecte i la seva fidelitat ».
Abans de la fi del seu regnat els portuguesos ocuparen Ambriz en maig de 1855 i Bembe en setembre de 1856. A la seva mort, octogenari, el 23 de gener de 1857 la facció que el sostenia es va dividir i esclatà una nova guerra civil entre un fragment dels Kimpanzu 'a Nkanga amb base a Nkunga i que assoliren el tro temporalment amb Àlvar XIII del Congo, i el cap dels Kivuzi Pedro Elelo.
El seu germà Dom Aleixo Agua Rosada és considerat un dels precursors del nacionalisme africà. En 1839 va incitar als ndembu, que vivien al nord de Luanda, a refusar pagar impostos als portuguesos, raó per la qual fou empresonat a Luanda de 1841 a 1856. El seu fill Nicolau Água Rosada (1830-1860) fou enviat el 1845 a estudiar a Coïmbraamb Antonio-Francisco Necessidades; després va residir a Luanda, on va protestar contar la política de submissió als portuguesos del seu cosí Pere VI, i fou assassinat en estranyes circumstàncies a Kissembo en febrer de 1860.